# Carlos Speitzer
Carlos Sánchez Speitzer (Culiacán, Sinaloa, 1 de marzo de 1991), conocido simplemente como Carlos Speitzer, es un actor mexicano, hermano del también actor Alejandro Speitzer.

## Biografía
Carlos Speitzer nació el 1 de marzo de 1991 en Culiacán, Sinaloa.
Inició su carrera artística en el Centro de Educación Artística Infantil de Televisa.
Desde 1998 ha participado en telenovelas como Una luz en el camino, La Usurpadora, El niño que vino del mar, La casa en la playa, La otra, Amy, la niña de la mochila azul, entre otras. 
En el 2009 participa en Verano de amor en el papel de Narciso, que a diferencia de sus anteriores papeles, mostró una etapa de adolescente, y ya no de niño.
En 2010 interpreta a El Geek en Niña de mi corazón.
En 2011 interpreta a Pico Chulo en Esperanza del corazón.
En 2013 interpreta a El Borlas en Por siempre mi amor.
En 2022 participó en el reality del matutino de Televisa Hoy (Las Estrellas Bailan en Hoy) posicionándose como uno de los favoritos del público junto a su primer pareja de baile la exintegrante de Acapulco Shore; Manelyk González. Semanas después continuó bailando junto a la actriz Candela Márquez consiguiendo el 3er lugar de la competencia.

## Trayectoria

### Telenovelas
- Nadie como tú (2023-2024) - Hugo Santana García[1]
- Contigo sí (2021-2022) - Abel Pérez Pérez[2]
- Fuego ardiente (2021) - Baldomero Suárez, "Baldo" [3]
- Un poquito tuyo (2019) - Bruno Garay 'Fonsi'
- Papá a toda madre (2017-2018) - Cicerón Machuca
- La doble vida de Estela Carrillo (2017) - Trinidad Huerta, "el Calao"
- Amor de barrio (2015) - Josh
- Por siempre mi amor (2013-2014) - El Borlas
- Esperanza del corazón (2011-2012) - Pico Chulo
- Para volver a amar (2010-2011) - Pandillero
- Niña de mi corazón (2010) - El Geek
- Verano de amor (2009) - Narciso Sotelo
- Barrera de amor (2005) - Daniel Romero (puberto)
- Amy, la niña de la mochila azul (2004) - Adrián González Pedrero, "el Gato"
- Alegrijes y rebujos (2003-2004)
- Las vías del amor (2002-2003) - Pepe Atilano
- La otra (2002) - Librado Mérida
- Aventuras en el tiempo (2001) - El Chiripa
- El precio de tu amor (2000-2001) - Lalo
- La casa en la playa (2000) - Paolo Rojo Villarreal
- Tres mujeres (1999-2000) - Remigio
- Infierno en el paraíso (1999)
- El niño que vino del mar (1999)
- La Usurpadora (1998) - Moises, amigo de Carlitos
- Una luz en el camino (1998)
- María Isabel (1997)
- El secreto de Alejandra (1997)
- Sin ti (1997)

### Televisión
- ¿Tú crees? (2024) - Humberto[4]
- Las estrellas bailan en Hoy (2022) - 3er lugar[5]
- Decisiones: Unos ganan, otros pierden[6] (2019) Ha intervenido en el siguiente episodio:
  - "Decidi volver" - Ramiro Loaiza (2019)
- Esta historia me suena[7] (2019-2020) Ha intervenido en los siguientes episodios: 
  - "Me niego" - Ivan (2019)
  - "Amor prohibido" - Germán (2020)
- Simón dice (2018-2019) - Daniel
- Hoy voy a cambiar (2017) - Fernando Valero
- Como dice el dicho (2016-2023). Ha intervenido en los siguientes episodios:  
  - "Ninguno que beba vino llame borracho a su vecino"[8] - (2016)
  - "Amor mal correspondido, ausencia y olvido" - Daniel (2018)
  - "Como que el tiempo dure, lugar tiene la esperanza"[9] - Edgar (2018)
  - "Aunque este echado el cerrojo, duermo con un solo ojo"[10] - Oliver (2020)
  - "Debajo de la mata florida está la culebra escondida"[11] - Ernesto (2023)
- Historia de la virgen morena (2013). Ha intervenido en el siguientes episodio:
  - "Cuando la fortuna te visita"[12] - Roberto (2013)
- La vida no puede esperar (2008)
- La rosa de Guadalupe (2008-2016). Ha intervenido en los siguientes episodios:
  - " Sin límite de velocidad - Balatas
  - "Segunda oportunidad" - Isidro (joven) (2008)
  - "El color del viento" - David (2008)
  - "Heridas del alma Cutting" - Arturo (2008)
  - "La mejor compañía" - Horacio (2011)
  - "El último combate" - Milo (2012)
  - "Tenerte entre mis brazos" - Lalo (2013)
  - "El amor no se obliga" - René (2013)
  - "La decisión de Elena" - Aurelio (2014)
  - "Tú y yo hasta el infinito" - Agustín (2014)
  - "La preferida" - Germán (2015)
  - "Cuando duele el corazón" - Erasmo (2016)
  - "Vivir del amor" - Pedro (2016)
- Mujer, casos de la vida real (2002-2006) - 9 episodios
- La Familia P. Luche (2001)
- Derbez en cuando (1999)
- ¿Qué nos pasa? (1998)

### Cine
- Me gusta, pero me asusta (2017) - Junior

### Teatro
- Secuestro cash (2019-2022) - Luis[13][14][15][16]